# ترنهایم
ترنهایم (به فرانسوی: Traenheim) یک کمون در فرانسه با جمعیت ۶۴۰ نفر است که در Canton of Wasselonne واقع شده‌است.